# Por los Viejos Barrios de la Ciudad de Guatemala
Por los Viejos Barrios de la Ciudad de Guatemala es un libro, escrito por el historiador, poeta, antropólogo y músico guatemalteco Celso Lara subdividido en tres partes es una recopilación de leyendas guatemaltecas famosas en todo el país y que regularmente suscitan en los alrededores de la Ciudad Capital de Guatemala.

## Estudio Antropológico
La primera parte es un estudio sobre el folclore y la relación de éste con las personas en su diario vivir. Se busca, de manera científica, encontrar la influencia que tienen dichas leyendas sobre los guatemaltecos y sus familias, si este les deja algún punto bueno o malo, qué tan en serio se toman tales mitos y cómo nacen estos mitos de la ideología y sincretismo popular.

## Las Leyendas
En las segunda parte se narran, con un estilo clásico y poético, las vivencias más famosas de los personajes legendarios ricamente ilustrados. Celso Lara, demuestra una flagante prosa y un estilo particular que le descubre entre los escritores famosos del país.

## Anexo
Dentro del anexo, el autor publica parte de grabaciones y entrevistas a las cuales tuvo acceso y otras tantas que él mismo realizó a las personas de la ciudad. Demuestra, con este parte, que los relatos que presentó son tomados del pueblo vivo y que muchos de los detalles que ahí cuenta, son detalles que la gente conoce y que de ninguna manera, a pesar del candor literario, es una invención del autor específicamente.

## Conclusiones
A pesar, de ser realizado durante una época en la cual se acercaba mucho al pueblo las leyendas y mitos nacionales, el autor realiza un importante aporte a la investigación y conservación de la cultura guatemalteca y sus tradiciones, promocionando además, una prueba palpitante de la grandeza del pueblo y concientizando a quienes poco hacen caso a la literatura oral del pueblo.

## En la Red
- Comentario sobre el libro Archivado el 14 de febrero de 2009 en Wayback Machine.
- Análisis del Libro (enlace roto disponible en Internet Archive; véase el historial, la primera versión y la última).

- Datos: Q6082813